# Democracia y complejidad. Un enfoque realista
Democracia y complejidad. Un enfoque realista (título original: Democracy and complexity. A realist approach, 1992) es un libro del filósofo y jurista italiano Danilo Zolo. Partiendo de la idea de que vivimos en sociedades postindustriales, en dicho libro se presentan tesis originales sugestivas a fin de reconstruir la teoría de la democracia. Para ello Zolo enfatiza, entre otras cosas, el carácter obsoleto de la democracia representativa así como de las posturas empiristas y deontológicas que la avalan. 

## Incongruencias epistemológicas de la democracia representativa
Las teorías de la democracia representativa postulan nociones metafísicas que no sólo recurren constantemente a tesis de tipo contrafactual sin cuestionar el individualismo metodológico del que parten sino que además obvian, cuando no caricaturizan, las teorías democráticas alternativas. Mención especial tienen las teorías económicas de la democracia y la ciencia política en general, las cuales, según Zolo, no sólo se configuraron históricamente bajo la influencia de la psicología conductista y con el objetivo de legitimar el liberalismo sino que acríticamente actualizaron premisas vetero-cristianas como la de la racionalidad de los agentes o la de la objetividad de los procesos políticos.

## Democracia liberal e individualismo puritano
Zolo defiende que existe un continuum entre la democracia liberal y la concepción puritana del individuo, argumentando al respecto que la justificación ética de dicha democracia requiere de una petición de principio particular, a saber, la absoluta supremacía de la persona en un sentido sustancial. Este presupuesto del liberalismo no sólo desconsidera la plasticidad radical que nos afecta en términos biológicos, antropológicos y cognitivos sino que diversos teóricos actuales de la democracia (secularizándolo con el término lebenswelt) lo confrontan al entorno o sistema como si acaso la condición de agente preexistiera a la de agente sociopolítico. Asimismo Zolo denuncia el abuso de quienes buscan antecedentes de la democracia liberal en la antigüedad grecolatina puesto que las ideas de gobierno representativo y de personalidad son propias del cristianismo medieval.

## Una teoría realista de la democracia
Desde una postura eminentemente realista e interdisciplinar, Zolo trata de remarcar la importancia que la idea de complejidad tiene en las sociedades postindustriales. En contraposición a quienes parten de ideas como libertad, utilidad o justicia así como frente a posturas comprometidas con el contractualismo, la idea de complejidad nos permite advertir las interacciones características de una sociedad ateleológica, la cual es irreductible a las teorías idealistas de la sociedad. Asimismo Zolo ha criticado a los autores (Niklas Luhmann, Edgar Morin, Humberto Maturana, Francisco Varela, Heinz von Foerster, etc.) que consideran que la idea de complejidad nos permite un teorización neutral de la sociedad. Según Zolo, la situación de intérprete social es insuperable, por lo que pretender una visión definitiva del “ser” o del “deber ser” no es más que un residuo metafísico.

## Ediciones de la obra
- Edición inglesa: Democracy and complexity. A realist approach. Cambdridge: Polity Press. 1992.

- Edición italiana: Il principato democratico. Per una teoria realística della democracia. Milano: Feltrinelli. 1992.

- Edición castellana: Democracia y complejidad. Un enfoque realista. Buenos Aires: Nueva Visión. 1994.

- Edición alemana: Die demokratische Fürstenherrschaft. Für eine realistische Theorie der Politik. Göttingen: Steidl Verlag. 1997.